# Ermin Seratlić
Ermin Seratlić (* 21. září 1990, Titograd, Černá Hora, Jugoslávie) je černohorský fotbalový útočník aktuálně bez angažmá. Působil i v Polsku.

## Klubová kariéra
Do profesionálního fotbalu vstoupil v černohorském klubu Mladost Podgorica. V lednu 2011 přestoupil ve svých dvaceti letech do polského klubu Jagiellonia Białystok, kde podepsal čtyřletou smlouvu.

## Reprezentační kariéra
Je bývalým mládežnickým reprezentantem Černé Hory.